# UNIMINUTO Radio
UNIMINUTO Radio es una red de radio y de emisoras colombiana de carácter académico e informativo, propiedad de la Corporación Universitaria Minuto de Dios. Fue creada el 1 de abril de 2009, funcionando como una emisora en Internet. 
En 2014 UNIMINUTO Radio transmitió por primera vez en la radiofrecuencia 1430 AM en la ciudad de Bogotá y se convierte en red de radio en 2018 cuando UNIMINUTO Radio Tolima inicia su emisión a través de 870 AM en la ciudad de Ibagué, Tolima.

## Historia
El 1 de abril de 2009, UNIMINUTO Radio nace como la primera emisora virtual de la Corporación Universitaria Minuto de Dios emitiendo su señal a través de internet y con contenidos, en su mayoría, institucionales.
Para el 1 de enero de 2014, es arrendada la frecuencia 1430 KhZ AM en Bogotá que pasaría de llamarse ‘Emisora Kennedy’ a UNIMINUTO Radio Bogotá, convirtiéndose esta en la primera emisora emitiendose en Radiofrecuencia de la red de emisoras de la mencionada institución.
En 2018, la frecuencia 870 KhZ AM de la ciudad de Ibagué, Tolima y que operaba la emisora ‘La Voz Del Tolima’ es cedida a la Corporación Centro Carismático de la Organización Minuto de Dios. Para el 2019, esta frecuencia empieza a ser operada por Uniminuto y pasa a llamarse UNIMINUTO Radio Tolima. En 2021, se traslada el estudio de radio a la sede "Chicalá" de UNIMINUTO Tolima.
Al ser la segunda emisora de la institución, UNIMINUTO Radio toma un caracter de red de emisoras.
La más reciente emisora de esta red, es UNIMINUTO Radio Cundinamarca que opera la frecuencia 1580 KhZ AM y origina su señal desde el municipio de Madrid, Cundinamarca. Esta frecuencia operaba anteriormente a Candela AM y es propiedad de Radiopolis Colombia que, a su vez, es propiedad de William Vinasco Chamorro. Esta frecuencia se encuentra bajo la modalidad de arrendamiento.

## Programación
La programación de esta emisora está dividida en 5 "Franjas Radiales" principalmente, dentro de las cuales hay 35 programas semanales.
- Franja informativa
- Franja temática y académica
- Franja de análisis y opinión
- Franja en responsabilidad social
- Franja musical y cultural

## Frecuencia de Bogotá
La frecuencia 1430 kHz AM en Bogotá y con el indicativo de llamada HJKU, fue operada por la Asociación la Voz de María desde 1955 por resolución 2838 del Ministerio de Justicia. Para el 1 de enero del año 2014, la frecuencia fue arrendada a la Corporación Universitaria Minuto de Dios (UNIMINUTO) y empezó a operar con el nombre de UNIMINUTO Radio Bogotá. Por medio de la resolución 1503 de 2015 expedida por el Ministerio de las TIC se cede el cien por ciento los derechos y obligaciones de la concesión de la frecuencia 1430 kHz a UNIMINUTO.

## Staff
Las emisoras tienen distintos talentos según las ciudades, por ejemplo en Bogotá DC, su director es Néstor Ballesteros Puerto y cuenta con periodistas como Carlos Humberto Cantor, Jaime Alberto Carvajal y Jorge Mario Pérez B. Paola Andrea Álava es su locutora principal. Óscar Andrés Contreras es su productor sonoro y Edwin Daniel Álvarez es su realizador audiovisual. La emisora tiene como productor de tecnología a Andrés Mora Tocora. 

## Red de UNIMINUTO Radio en Colombia
En 2015 UNIMINUTO Radio abre dos nuevas emisoras por Internet en el país que poseen el mismo nombre, la primera de ellas en el municipio de Soacha, Cundinamarca que inicia transmisiones ese mismo año y en Bogotá se crea la emisora de la sede educativa Virtual y a Distancia de UNIMINUTO llamada UNIMINUTO Radio UVD.

En 2016 se inauguran dos emisoras más, una en Neiva, Huila y la otra en Madrid, Cundinamarca. Para 2017 se inician transmisiones de una emisora más en la ciudad de Ibagué, Tolima; convirtiéndose así en la cuarta emisora que se constituye dentro de la mencionada red.

En septiembre de se inaugura una nueva estación por Internet en Cali, Valle del Cauca.
A partir del 1 de enero de 2022 UNIMINUTO Radio Madrid pasó de ser una emisora por Internet a ocupar la frecuencia 1580 AM kHz. y su nombre cambió a UNIMINUTO Radio Cundinamarca.
Actualmente las emisoras que forman parte de esta red son:
- UNIMINUTO Radio Bogotá (1430 AM kHz.)
- UNIMINUTO Radio Tolima (870 AM kHz.)
- UNIMINUTO Radio Cundinamarca (1580 AM kHz.)
- UNIMINUTO Radio Cali
- UNIMINUTO Radio Soacha
- UNIMINUTO Radio Neiva
- UNIMINUTO Radio UVD

## Reconocimientos
- Premio Gacetas de Colombia a "Mejor Colectivo Radial" por su programa "Panorama" en 2016[6]
- Premio Álvaro Gómez Hurtado en la categoría Creatividad Periodismo Universitario con el trabajo "Mas allá del infierno de la L" en 2019[7]